# Phase-change Dual
Phase-change Dual（フェイズ-チェンジ デュアル）またはPhase-change Discは、松下電器産業が1995年4月に開発した書き換えが可能な光ディスクおよびその規格。略記・略称はPD（ピーディー）。

## メディア
片面650 MBの容量を持ち、ディスクの大きさは一般的なCDやDVDなどと同様の直径12 cm（5インチ）で、四角いカートリッジに収容された状態で使用する。赤色レーザー光を用いた相変化記録技術を採用しており、約50万回の書き換えが可能である。カートリッジに入っている特性上、記録面に直接触れることがないため埃や傷に強く、比較的信頼性が高い。

## ドライブ
PDドライブは内蔵型、外付型がそれぞれ発売され、どちらのものでもCD-ROMを読み込むことができる。ドライブ・メディア共に、そのほとんどが松下電器のみで製造されており、同社は容量650 MBの補助記憶装置と4倍速のCD-ROMドライブとの兼用ができるPDドライブを搭載したノートパソコン、PRONOTE PDも発売した（1996年8月）。後にCD-Rを作成する事が可能なPDドライブも発売された（マルチCD-R・PD-R）。
ドライブは「LF-1002」「LF-1007」「LF-1500」「LF-1700」「LF-D101N」などがある。

## 類似製品との比較
初めての書き換え可能な光ディスクであった一方で同時期に展開され、PDと同様にファイル単位の書き込みや削除が可能なフロッピーディスクを扱う感覚に近い、書き換え可能なメディアとしては、MOやZIPなどが存在する。それらと比べてPDドライブはCD-ROMが読み込める点がメリットであった。
当時CD-ROMドライブは必須の周辺機器となりつつあったが、まだすべてのパソコンに必ず内蔵されているわけではなく、また当時主流だったデスクトップ機はドライブベイを1つしかもたない機種も多かった。そのような環境では、CD-ROMドライブと大容量（当時）の補助記憶装置が1台で兼用できるPDが、費用的にも設置の面でも有利だった。ただし、参入メーカーも少なかった。
またPD発売当初、CD-Rはそれほど普及しておらず、また、書き込み失敗が多いなどの不安定さもあった。PDは書き込み速度は速くはなく、フロッピーディスクへ書き込むのよりは早いといった程度だった。

## 後継
相変化記録技術はその後、CD-RWやDVD-RW、BD-REで採用された。
後継メディアとしては1997年4月にDVD-RAMが登場した。DVD-RAMはPDと同様のカートリッジを採用したが、カートリッジから取り出して使用する事もできるように配慮されていた。片面の容量がPDのちょうど4倍にあたる2.6 GBのVersion1.0規格では、DVD-RAMドライブでのPDの読み書きが可能となっていた。しかし、2000年夏に他のDVDと同一の容量である、新しい片面4.7 GBのVersion2.0規格のDVD-RAMが登場した際にはPDとの互換性は考慮されなかった。